# رعاية متخصصة منسقة

الرعاية المتخصصة المنسقة هي برنامج علاجي موجه نحو التعافي مصمم للأشخاص الذين يعانون من ذهان النوبة الأول. يتكون الرعاية المتخصصة المنسقة من تخطيط علاجي تعاوني بين المريض وفريق الرعاية الصحية، ويتألف من أطباء الصحة العقلية والأطباء النفسيين ومديري الحالات، وتشمل الرعاية الفردية والأسرية، وإدارة الأدوية، والتربية النفسية، وإدارة الحالات، ودعم أهداف التعليم والتوظيف المحيطة. يعتبر البرنامج تدخلاً مبكراً للذهان ويهدف إلى استخدامه بعد وقت قصير من ظهور الأعراض.

## تاريخ
بدأت أولى دورات الرعاية المتخصصة المنسقة في الولايات المتحدة في أوائل العقد الأول من القرن الحادي والعشرين ولم تتوسع على الصعيد الوطني إلا بعد التعافي بعد دراسة أولية لنوبة انفصام الشخصية، والتي تم تمويلها بشكل عام من قبل المعهد الوطني للصحة العقلية. كان الهدف من المبادرة هو تحديد ما إذا كان مركز خدمات الأطفال يعمل بشكل أفضل من الرعاية المتوفرة عادةً في البيئات المجتمعية أم لا. تتضمن بعض الأمثلة على خدمات الرعاية المتخصصة المنسقة برنامج التنقل وبرنامج الاتصال وعلى الطريق نيويورك والعلاج المتخصص مبكرًا في الذهان والتقييم المبكر وتحالف الدعم.
توفر برامج الرعاية المتخصصة المنسقة ست وظائف أساسية للأفراد صغار السن الذين يعانون من النوبة الأولى من الذهان. يعد ضمان وصول المرضى إلى الأطباء المدربين في العلاج أمرًا بالغ الأهمية. القبول المباشر في البرنامج العلاجي من خلال التواصل والمشاركة المستمرة يجعل الأمر أسهل أثناء الانتقال. يمكن لفرق الرعاية أثناء العلاج أيضًا ترتيب الحصول على العلاج في المنزل وإتاحة الموارد المجتمعية أو السريرية الأخرى حسب الحاجة. يهتم مقدمو برنامج الرعاية المتخصصة المنسقة بشدة أثناء حدوث أزمة سريرية. يخطط فريق الرعاية والمرضى بشكل تعاوني للرعاية اللاحقة أو التنحي إلى مستوى أقل من الرعاية، و/أو الخروج من العلاج عند الانتهاء من العلاج ويظهر المريض قدرات وظيفية متزايدة.

## مكونات الرعاية المتخصصة المنسقة
على الرغم من أن البرامج الفردية لها مناهج مختلفة في نموذجها السريري، إلا أن هناك معيارًا يجب اتباعه من أجل تلبية معايير الرعاية المتخصصة المنسقة. وهذا يشمل العلاج بالأدوية النفسية، وإدارة العلاج الدوائي، والعلاج النفسي، وتثقيف الأسرة ودعمها، والتوظيف والتعليم المدعوم، وإدارة الحالة.

### علاج الأدوية النفسية
العلاج الدوائي النفسي، أو إدارة العلاج الدوائي، هو عملية تقييم ووصف الأدوية لإدارة الأعراض، وهو عنصر محوري في الرعاية المتخصصة المنسقة. ومع ذلك، غالبًا ما يرتبط العلاج طويل الأمد بمضادات الذهان بآثار جانبية سلبية، وانخفاض الالتزام، ومستويات عالية من التوقف عن تناول الدواء. يعد عدم الامتثال للأدوية أحد المتغيرات العديدة التي تؤدي إلى نتائج أسوأ بين الأفراد الذين يعانون من مشاكل الصحة العقلية، بل إنه يمثل مشكلة للأفراد المصابين بالفصام، حيث لا يمتثل ثلثهم. علاوة على ذلك، أظهرت الدراسات أن الدواء وحده لا يكفي، وهو الأكثر نجاحًا بالتزامن مع التدخل النفسي والاجتماعي بما في ذلك التثقيف النفسي، والتفاعل الأسري، والتدريب على المهارات، والعلاج السلوكي المعرفي. تستخدم إدارة العلاج الدوائي في الرعاية المتخصصة المنسقة عملية اتخاذ القرار المشترك جنبًا إلى جنب مع نهج الحد من الضرر لتشجيع الفرد على التعاون مع طبيبه النفسي بغض النظر عما إذا كان يختار تناول الدواء أم لا.

#### علاج نفسي
العلاج النفسي في الرعاية المتخصصة المنسقة هو عملية تعاونية وموجهة نحو التعافي تهدف إلى معالجة أوجه القصور المختلفة التي يعاني منها الأفراد المصابون بالفصام من خلال التركيز على تحقيق الأهداف الشخصية التي تؤدي إلى حياة ذات معنى. يتضمن دليل NAVIGATE للتدريب على المرونة الفردية، على سبيل المثال، كتيب تدريب حول تحديد الأهداف وأنماط الحياة الصحية والوقاية من الانتكاس بعد الشفاء ومعالجة النوبات الذهانية وبناء نقاط القوة وتعليم مهارات التأقلم مع المشاعر السلبية والأعراض الذهانية وغير الذهانية واضطراب ما بعد الصدمة. كتفكير وسلوك انتحاري، وتعاطي المخدرات، وإعادة تقديم الأنشطة الممتعة، وزيادة الروابط الاجتماعية. يتم تشجيع الممارسة المنزلية بشدة في الرعاية المتخصصة المنسقة.

### دعم التربية الأسرية
أحد المكونات الحاسمة في الرعاية المتخصصة المنسقة هو التركيز على عائلة المريض وبيئته المنزلية. غالبًا ما تظهر العائلات التي يعاني أحد أفرادها من نوبة الذهان، النوبة الأولى تكون من  مستويات عالية من اليأس والضيق والنزاع والقلق. يطلب معظم مرضى الرعاية المتخصصة المنسقة شكلاً من أشكال مشاركة الأسرة. تعد مشاركة الأسرة مفيدة لأنه ثبت أنها تساعد في الوقاية من الانتكاس، تقلل دخول المستشفى، نتائج علاج أفضل، نتائج توظيف أكبر، زيادة عامة في نوعية الحياة، معدلات أقل من تعاطي المخدرات، وفيات أقل.

### دعم العمالة والتعليم
تعطل نوبة الذهان المهام والمسؤوليات اليومية مثل المدرسة أو العمل. يمكن أن يؤثر أيضًا على قدرة الفرد على العودة إلى الروتين وتحقيق الاستقرار كما كان يفعل من قبل. يعمل اختصاصي الدعم التعليمي والوظيفي مع المريض لمعرفة كيف يمكنهم تقديم الدعم للمرضى لتحقيق الأهداف المهنية. يتضمن التوظيف والتعليم المدعومان بشكل تعاوني اكتشاف التفضيلات الشخصية أو تاريخ التوظيف أو التدريب أو أوراق الاعتماد التي يمتلكها أو قد يحتاجها المريض. سيتلقى المريض خدمات الدعم التعليمي والوظيفي كجزء من أهداف العلاج السريري.
يمكن أن تؤدي فوائد حصول الأفراد على الدعم في التوظيف والتعليم إلى زيادة المشاعر الإيجابية المحيطة بتقدير الذات والسعادة بشكل عام. بالإضافة إلى ذلك، هناك قيمة ومتعة تأتي من العمل وانخفاض أعراض الاكتئاب. توفر هذه الفرص فرصة متزايدة للتفاعل اجتماعيًا وربما زيادة أنظمة الدعم وبناء شعور بالمجتمع.  يمكن للأفراد معرفة المزيد حول الجدولة وإدارة الوقت والتي يمكن أن تزيد من مستويات المسؤولية.  أخيرًا، يمكن أن تجعل المزيد من المدارس شخصًا ما يبدو أكثر قابلية للتسويق ليصبح موظفًا في المجالات التي يرغبون في العمل فيها.

### إدارة الحالة

#### الرعاية اللاحقة والدعم الاجتماعي
جزء من أجزاء التعليم والتوظيف المدعومة من العلاج تسمح للمرضى بالحصول على فرصة مهنية أو تعليمية معدة لهم عند الانتهاء من العلاج. بالإضافة إلى ذلك، تم إجراء دراسة حول العلاقة بين الدعم الاجتماعي المتصور والشفاء بين مرضى الفصام. يعتقد الكثيرون أن الشفاء من مرض انفصام الشخصية غير ممكن؛ وجدت نتائج الدراسة أن هناك "ارتباط إيجابي كبير بين التعافي والدعم الاجتماعي المتصور؛ ومن ثم فإن المرضى الذين يتمتعون بدعم اجتماعي قوي ومستويات أعلى من الدعم العاطفي والملموس هم أكثر عرضة لتجربة مستويات راضية من التعافي." يعد الحصول على الدعم من العائلة والأصدقاء طوال المدة وبعد الانتهاء من العلاج عاملاً رئيسيًا في زيادة أمل العميل والنتائج الإيجابية في شفائه.

## نمو النموذج في الولايات المتحدة
منذ بداية مراكز الرعاية المتخصصة المنسقة، زادت أعدادهم ببطء وبسبب نجاحهم في معالجة المشكلات المعقدة المرتبطة بالذهان. في حين أنه ليس صحيحًا بالضرورة لجميع البرامج، غالبًا ما يشار إلى معظم برامج الرعاية المتخصصة المنسقة باسم برامج "على الطريق"، أو بعض الاختلاف في ذلك، مثل على الطريق في شمال داكوتا، وماكلين على الطريق في ماساتشوستس، وعلى الطريق في كاليفورنيا، وعلى الطريق في ولاية تينيسي، من بين أمور أخرى. تم اقتراح دراسات إضافية لتحسين تدخلات الذهان المبكر، باستخدام نموذج الرعاية المتخصصة المنسقة كمعيار. برنامج EPI-CAL، بقيادة باحثين من جامعة كاليفورنيا، ديفيس، هو مثال لدراسة تأمل في توسيع نطاق التدخل المبكر للذهان في جميع أنحاء كاليفورنيا، وزيادة الاتساق في التدريب وتنفيذ الممارسات القائمة على الأدلة.

## برامج حالية

### التنقل
تم تطوير برنامج التنقل استجابةً للمعهد الوطني للصحة العقلية، الذي طلب من الباحثين تطوير واختبار التدخلات التي تهدف إلى تحسين مسار ونتائج مرض انفصام الشخصية.  تم توجيه فريق التنقل من الأطباء من قبل الدكتور جون كين في مستشفى زوكر هيلسايد في نيويورك وكان مكونًا من اتصالات مهنية من كلية الطب في دارتموث، جامعة كارولينا الشمالية في تشابل هيل، كلية الطب بجامعة هارفارد، كلية الطب بجامعة ييل، مركز كالجاري، جامعة كاليفورنيا في لوس أنجلوس وجامعة ولاية نيويورك داونستيت الطبي.
هو برنامج علاجي شامل لأولئك الذين عانوا من النوبة الأولى من الذهان. يتم إجراء العلاج من قبل فريق الرعاية المتخصصة المنسقة، والذي يشجع المرضى على العمل لتحقيق الأهداف الشخصية والتعافي. وتحاول مساعدة العملاء على تحقيق التعافي من نوبات الذهان من خلال دعم الأداء العام والمشاركة في حياتهم. بالإضافة إلى ذلك، يستخدم برنامج التنقل إدارة الأدوية، وتدريب المرونة الفردية، وتثقيف الأسرة، والتوظيف والتعليم المدعوم لتحقيق أهداف العلاج.

### على الطريق نيويورك
في يونيو2013، قدمت إدارة الصحة العقلية بولاية نيويورك برنامج على الطريق الصحيح نيويورك للجمهور. وهي استراتيجية لتنفيذ برامج الرعاية المتخصصة المنسقة في وسط ولاية نيويورك. تم تطوير البرنامج لمساعدة الشباب على فهم معنى تجاربهم ومساعدة المرضى على تحقيق الأهداف الشخصية. ويقدم جلسات مراجعة مركزة على بناء المهارات للتعافي، والمشاركة في التخطيط العام للسلامة والعافية، وتضمن أن المرضى ونظام دعمهم لديهم إمكانية الوصول إلى الخدمات التي يحتاجون إليها. ويقوده حاليًا الأستاذة ليزا ديكسون من مركز إيرفينغ الطبي بجامعة كولومبيا.

## روابط خارجية
- ماكلين أون تراك
- العلاج المتخصص للذهان المبكر في جامعة ييل
- الوصول إلى الذهان (التعافي من خلال تمكين مقدمي الرعاية البالغين في المنزل) في جامعة واشنطن
- عياد الإلهام بجامعة ستانفورد
- OnTrackSD
- OnTrackNY
- عيادات إيبنيت
- كاليفورنيا اون تراك
- EPICenter: مركز التدخل المبكر للذهان
- برنامج فيرست